# Protoptila cahabensis
Protoptila cahabensis là một loài Trichoptera trong họ Glossosomatidae. Chúng phân bố ở miền Tân bắc.